# Акула (муниципалитет)
Аку́ла (исп. Acula) — муниципалитет в Мексике, штат Веракрус, расположен в регионе Папалоапан. Административный центр — город Акула.

## Состав
В 2010 году в состав муниципалитета входило 39 населённых пунктов. Крупнейшие из них:
| Русское название        | Испанское название                         | Население, 2010 год |
| Всего в муниципалитете  | Всего в муниципалитете                     | 5129                |
| Акула                   | Acula                                      | 2639                |
| Серро-де-лас-Флорес     | Cerro de las Flores                        | 437                 |
| Сан-Мигель-Шочитль      | San Miguel Xóchitl (San Miguel el Soldado) | 315                 |
| Сьенега-де-лос-Кабальос | Ciénega de los Caballos                    | 290                 |
| Эль-Тальядеро           | El Talladero                               | 214                 |

## Экономика
Экономика муниципалитета основана на сельском хозяйстве.